# Гексафторид телуру
Ге́ксафтори́д телу́ру — це неорганічна бінарна сполука, з хімічною формулою TeF6. Ця сполука є токсичним газом з неприємним запахом.

## Отримання
Гексафторид телуру може бути отриманий декількома способами, як-от:
1) окиснення елементарного телуру фтором за температури 150 °C
Te + 3 F2 → TeF6
2) фторування оксиду телуру фторидом (III) брому BrF3
3) диспропорціонування тетрафториду телуру TeF4
3TeF4  → 2TeF6  + Te